# Петрская и Херронисская митрополия
Пе́трская и Херрони́сская митрополия (греч. Μητρόπολη Πέτρας και Χερρονήσου) — епархия полуавтономной Критской православной церкви в составе Константинопольского патриархата на территории севера нома Ласитион.

## История
Учреждена в 961 году, будучи выделенной из епархии Иерапетры. Упразднена после оккупации Крита венецианцами, насаждавшими католицизм. Восстановлена после захвата Крита турками.
В 1934 году к епархии Петра была присоединена епархия Иероситии, и объединенная епархия стала именоваться Неапольской.
24 октября 1935 года Неапольская епархия вновь была разделена на епархии Петры и Иероситии.
25 сентября 1962 года епархия становится митрополией.
С 4 декабря 2000 года именуется Петрийской и Херронисской.
15 марта 2001 года к епархии присоединяется восточная часть бывшей епархии Херронис, ранее подчиненная архиепископу Критскому.

## Епископы
- Георгий (упом. 1205 — упом. 1216)
- Рафаил (до 1688)
- Афанасий (после 1688)
- Герасим I (упом. 1703)
- Мелетий I (до 1734 — ?)
- Герасим II (Рафтопулос) (до 1777)
- Иоаким (Клонцаз) (? — 25 июня 1821)
- Дорофей (Диамантидис) (январь 1825 — 25 июля 1855)
- Мелетий (Хапутакис) (27 июля 1855 — 2 августа 1889)
- Тит (Зографидис) (22 декабря 1889 — 22 февраля 1922)
- Дионисий (Марангудакис) (3 мая 1923 — 11 февраля 1953)
- Димитрий (Бурлакис) (19 августа 1956 — 10 июля 1990)
- Нектарий (Пападакис) (6 октября 1990 — 15 октября 2015)
- Герасим (Марматакис) (с 19 декабря 2015)